# Laguna Mariñaqui
Le Laguna Mariñaqui est un volcan du Chili qui se présente sous la forme d'un cône de cendre, le Cerro Chapulul culminant à 2 143 mètres d'altitude, et de deux cratères distants de deux kilomètres l'un de l'autre.